# Histoire du lycée Ronsard
Le lycée Ronsard, ancien collège de Vendôme, fut une institution d'enseignement oratorienne sise à Vendôme, dans le département du Loir-et-Cher. C'est aujourd'hui un lycée d'enseignement général public dont les anciens locaux accueillent désormais la mairie de Vendôme.
Une institution éducative est fondée en 1623 par César de Vendôme, fils légitimé d'Henri IV, et confiée aux oratoriens. Le collège devint en 1776 l'une des 10 écoles royale militaire fondés pour remplacer celle de Paris. Lors de la dissolution de la congrégation de l'Oratoire en 1792, le collège devient Ecole nationale puis l'Ecole centrale du Loir-et-Cher jusqu'en 1802. Devenu à cette date un établissement du secondaire, le collège devient lycée en 1847-1848. Il est renommé lycée Ronsard en 1930. Le lycée changea de locaux en 1974, pour s'installer dans des bâtiments modernes dans les quartiers neufs de Vendôme. Les locaux de l'ancien lycée accueillent aujourd'hui la mairie de Vendôme.
Plusieurs personnes célèbres y furent élèves, notamment 
le maréchal de Rochambeau, Élie Decazes, Balzac, et Jules Dufaure.

## Histoire

### Un collège avant les Oratoriens (1562-1623)

#### Le collège protestant de Jeanne d'Albret (1562-1573)

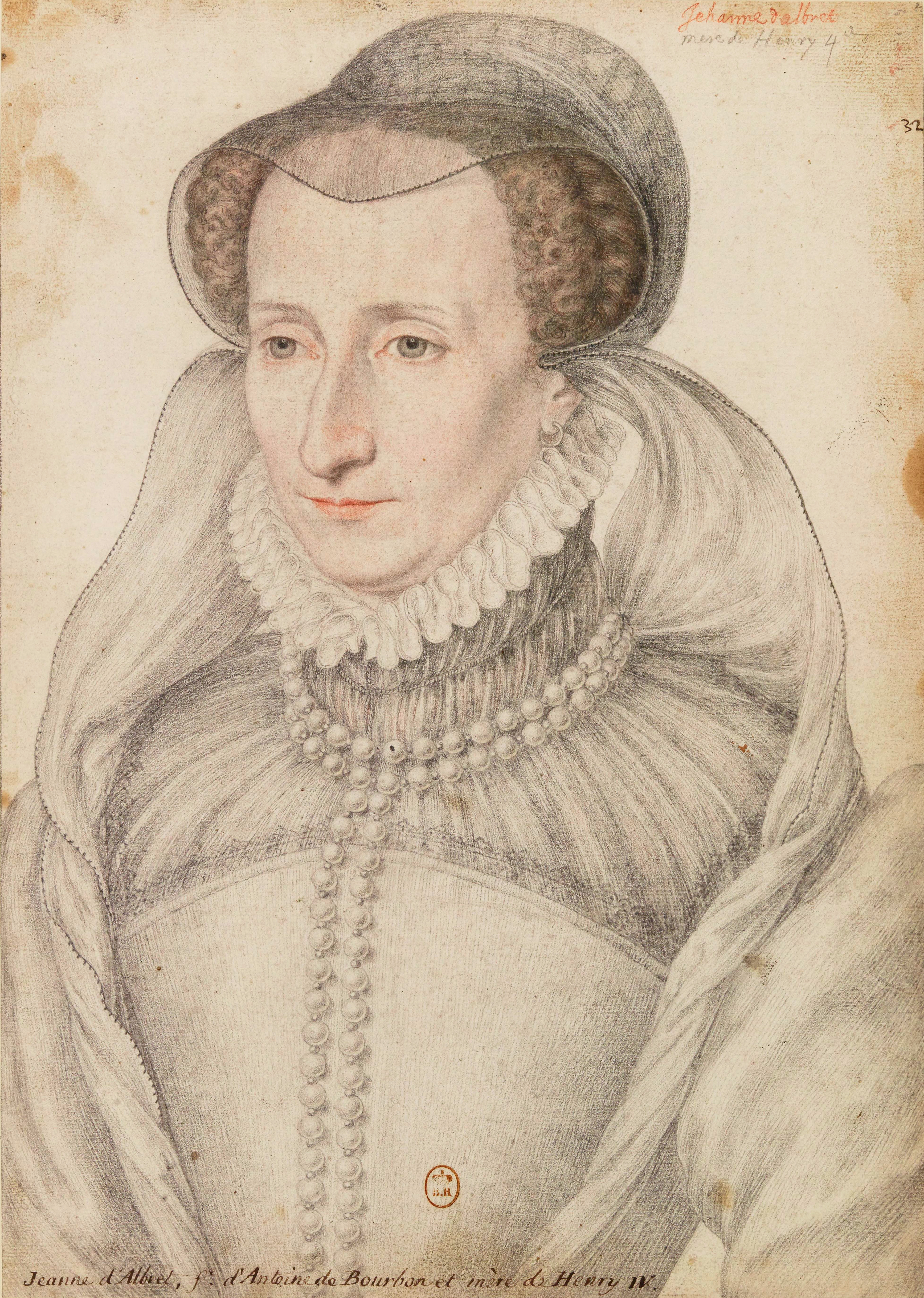
Jeanne d'Albret

Depuis au moins le XIIIe siècle, l'éducation de la jeunesse vendômoise revenait aux chanoines de la collégiale Saint-Georges du château de Vendôme. En 1562, Jeanne d'Albret, duchesse de Vendôme, décide d'établir un collège protestant, dirigé par un principal rémunéré par une des prébendes canoniales du chapitre de la Collégiale, ce qui accentue les tensions entre les chanoines et la duchesse. Cet établissement est installé vers la rue Saint-Bié. Le but est d'instruire la jeunesse vendômoise dans la religion réformée, ce qui déplaît à la population vendômoise. Jeanne nomme finalement un principal catholique pour tenir le collège, mais cela ne dure pas et un certain Thomas Viau, protestant, le remplace.

#### Le collège de l'hôtel de Chicheray (1573-1623)
La mort de Jeanne d'Albret en 1572 permet aux notables de la ville de fonder leur propre collège, catholique cette fois, choisissant eux-mêmes les maîtres d'école. Les notables installent leur nouvelle fondation à l'hôtel de Chicheray (hôpital actuel), qu'ils louent dans un premier temps avant de s'en rendre acquéreurs en 1578. Le collège est composé d'un principal et de huit régents. Le collège exclut tout élève non catholique et n'enseigne que le latin. Il interdit la danse, l'escrime et la comédie,.
Ce collège acquiert une bonne réputation assez rapidement, dépassant même les frontières du duché.

### Le collège des Oratoriens (1623-1792)

#### La fondation par César de Vendôme

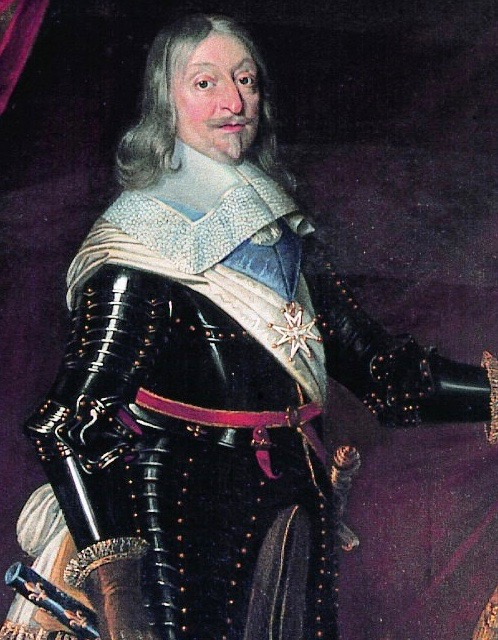
Portrait de César de Vendôme âgé, conservé dans la salle des actes de l'ancien collège.

Le manque de place dont souffrent les membres du collège les pousse à faire appel à César de Vendôme, fils légitimé d'Henri IV. Le duc de Vendôme 
se montre favorable à cette entreprise, qui lui permet de réhausser le prestige de la ville dont-il tire son nom, et d'instruire l'élite de son duché. Depuis 1618, le duc se trouve en possession de l'hôtel-Dieu (hôpital), sis en plein cœur de la ville, entre les rues du Change et Saint-Jacques. Il est donc décidé de déménager le collège sur ce terrain et d'installer l'hôpital à l'hôtel de Chicheray (son emplacement actuel),.
Pour que la nouvelle fondation puisse être suffisamment pérenne, il lui faut des rentes ainsi que des dirigeants et des enseignants à la hauteur de la tâche. César de Vendôme se tourne alors vers les Jésuites, institution religieuse qui a, depuis cinquante ans, fait ses preuves dans le domaine grâce à une vingtaine de collèges. Les négociations avec les Jésuites avancent jusqu'à arriver proche d'un accord, avant que ces derniers ne se retirent soudain du projet, considérant que ce nouveau collège ferait de l'ombre au collège de Blois qu'ils viennent tous juste de reprendre (1622).
À partir de là,  le rôle du jeune duc de Vendôme, bien qu'il ne soit pas réellement à l'origine du projet, devient décisif. César décide en effet de se tourner vers la Congrégation de l'Oratoire. Cette institution a été créée en 1611 par Pierre de Bérulle ; elle n'a certes pas l'expérience des Jésuites, mais commence à devenir un concurrent sérieux, plusieurs établissements ayant déjà vu le jour notamment à Orléans, Tours, Angers et Saumur, pour ne citer que les plus proches. De plus, César connaît Pierre de Bérulle depuis longtemps, ce qui fait de son Ordre une institution idéale pour le nouveau collège.
Toute nouvelle fondation d'une maison oratorienne nécessite que l'évêque du diocèse où se situe la ville sollicite le Supérieur de la Congrégation pour la mettre en œuvre. Vendôme dépend du diocèse de Chartres, dont l'évêque est alors Léonor d'Estampes de Valençay, cette demande est envoyée à Bérulle et celui-ci y répond favorablement. La fondation officielle du Collège est établie par un acte passé à la Maison de l'Oratoire de Paris le 19 avril 1623. Ses signataires sont Pierre de Bérulle lui-même et le seigneur de Lessongère, représentant le duc de Vendôme. Il est convenu que César de Vendôme cède par fondation, aux Oratoriens, tous les biens de l'ancien Hôtel-Dieu de Vendôme, contre une rente de 1 000 livres (500 en mars et 500 en novembre) pour dédommager les frères Hospitaliers et leurs malades. Le 4 mai suivant, à Fontainebleau, César de Vendôme ratifie le traité devant Jehan Petit. Les habitants de Vendôme souscrivent quant à eux le contrat durant une Assemblée Générale le 9 mai. Le 13 mai, les Oratoriens prennent possession des lieux. Le traité est enfin homologué et ratifié par le Parlement de Paris le 1er juin 1623.
La volonté de César est d'établir une institution destinée à « enseigner, apprendre, et instruire la jeunesse es bonnes lettres, sciences et mœurs en nombres de cinq classes d'humanité et une classe de philosophie, tout ainsy qu'ils font à Dieppe depuys trois ans », tel que c'est écrit dans l'acte de fondation.
Ainsi la fondation du collège oratorien de Vendôme, suite aux demande des notables locaux, est due à trois hommes. César de Vendôme, qui cherche à établir un lieu d'enseignement prestigieux dans son duché ; Léonor d'Estampes de Valençay, qui cherche à établir un nouvel ordre dans son diocèse, et enfin Pierre de Bérulle, supérieur de l'Ordre nouveau qu'est l'Oratoire, qui répond aux sollicitations de l'évêque en réponse à la demande du duc.

#### L'installation
Lorsque les oratoriens arrivent dans les lieux le 13 mai 1623, ils prennent possession des anciens bâtiments hérités de l'hôtel-Dieu. Il y a alors deux chapelles avec leurs cimetières : la chapelle Saint-Jacques, à l'angle de la rue du même nom et de la rue du Change, et la chapelle réservée aux frères de l'hôtel-Dieu, dénommé Entienne chapelle. Il y a aussi un dortoir aux pauvres, plus diverses maisons et granges qui composent l'ensemble bâti de l'hospice. Les douze premières années du collège doivent se dérouler dans ces bâtiments, mais nous ne connaissons aucun détail sur l'organisation à cette époque. Les premiers travaux que doivent effectuer les oratoriens concernent le réaménagement de la chapelle Saint-Jacques, renommée chapelle de l'Oratoire. Elle est alors richement décorée par l'ajout d'un nouveau décor peint, de tableaux, de riches vases sacrés et d'ornement coûteux. La seconde chapelle est quant à elle rapidement délaissée par les oratoriens.

#### Les premiers travaux
La première construction est celle de l'aile méridionale, dite aile de la communauté, au sud de la cour carrée actuelle. Ses travaux s'étalent de 1635 à 1639. Elle est entièrement financée par la Congrégation de l'Oratoire, les travaux sont placés sous la responsabilité de Pierre Jabre, secrétaire des commandement de César de Vendôme. Le bâtiment doit renfermer une salle commune au rez-de-chaussée destinée à servir de salle de réunion et de réfectoire, ainsi qu'une cuisine. Les étages sont quant à eux dédiés aux chambres des prêtres oratoriens.
Entre 1635 et 1672, à une date incertaine, sont réalisés les jardins de l'île paradis (actuel parc Ronsard), probablement à la suite de l'acquisition, en 1646, de deux propriétés installées à l'est de l'île.

### Le lycée Ronsard, une institution face à la modernité (1930-aujourd'hui)

#### Le lycée Ronsard pendant la Seconde Guerre mondiale (1939-1944)
De septembre 1939 à juin 1940, le lycée Ronsard accueille une partie du ministère de PTT. En 1940-1941, les élèves retrouvent momentanément leur établissement. En  1942-1943, la moitié des bâtiments est réquisitionnée par les Allemands, puis l’intégralité jusqu’en 1944. Les classes sont alors dispersées dans différents bâtiments de la ville. Certains professeurs ont été de grands résistants, notamment Jean Emond (histoire) dans le Vendômois, ainsi que Jean Gosset (philosophie) et  Jean Warin (lettres) qui ont contribué à l’organisation du réseau de résistance Cohors-Asturies dont Jean Gosset a été le chef après Jean Cavaillès. Jean Emond, Jean Warin (résistant) et Jean Gosset sont morts en déportation.

### L'aile de la communauté

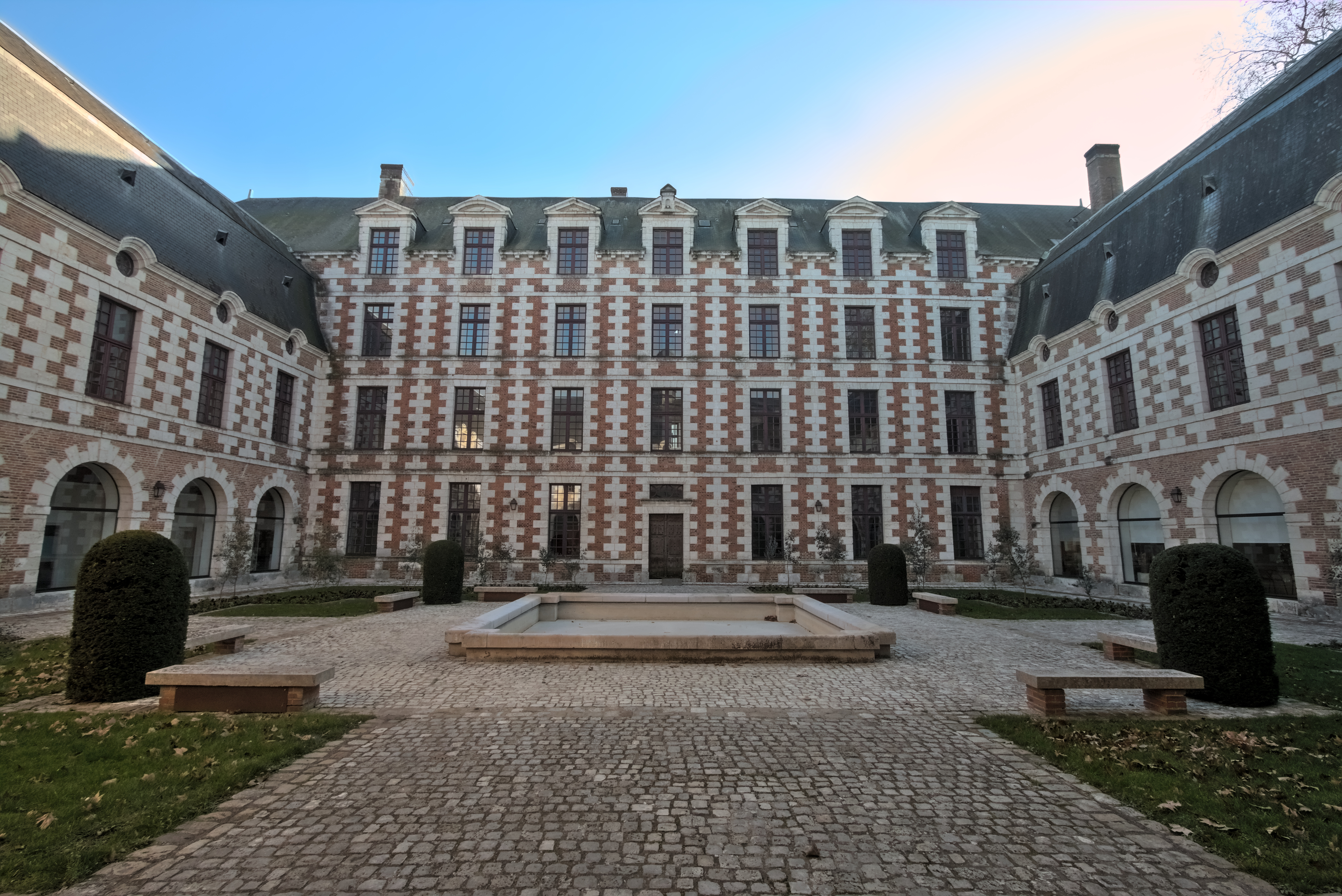
Cour d'honneur, avec en fond l'aile de la communauté

### La chapelle Saint-Jacques

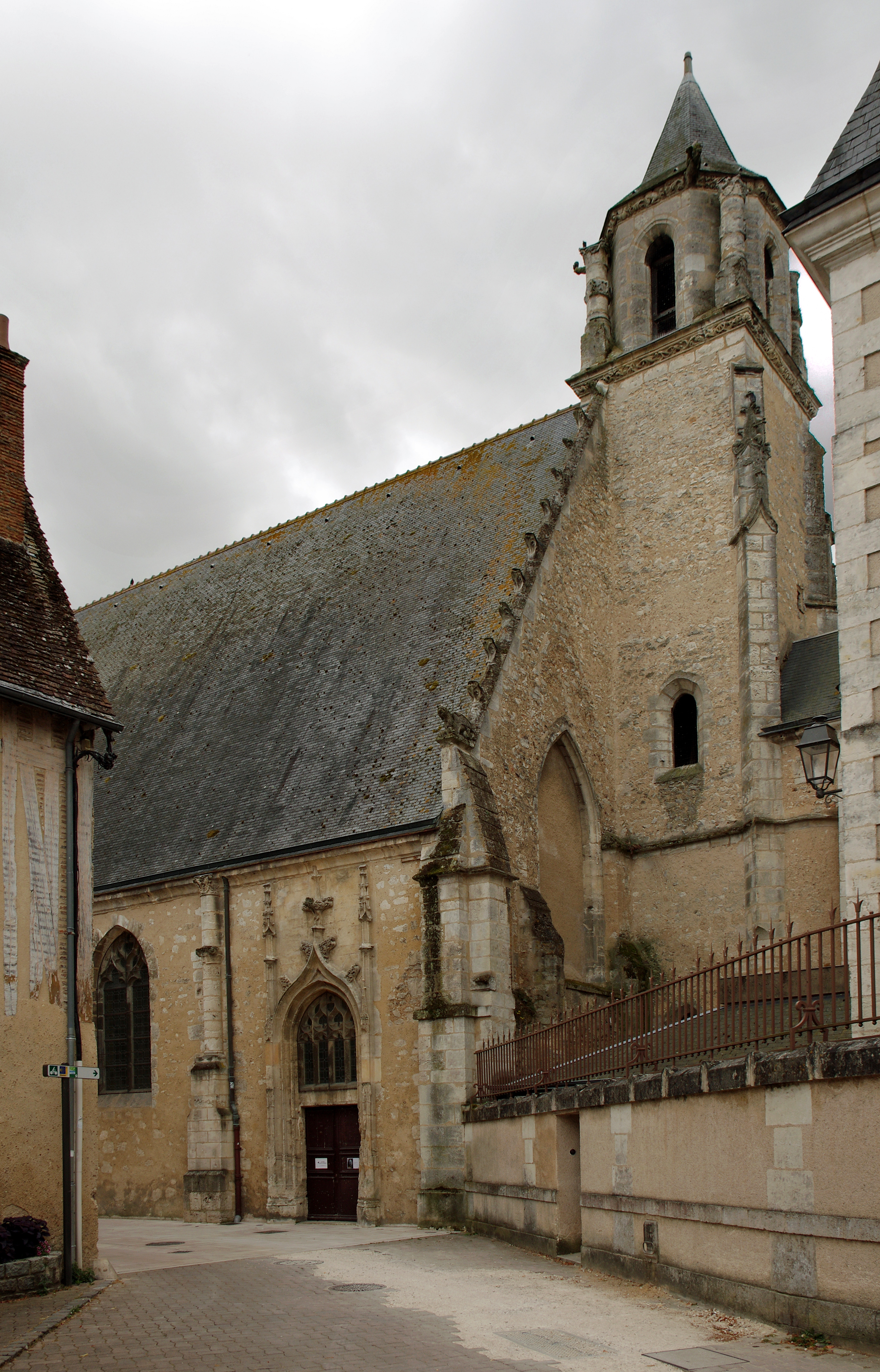
Chapelle de l'Oratoire, ancienne chapelle Saint-Jacques.

### L'aile occidentale

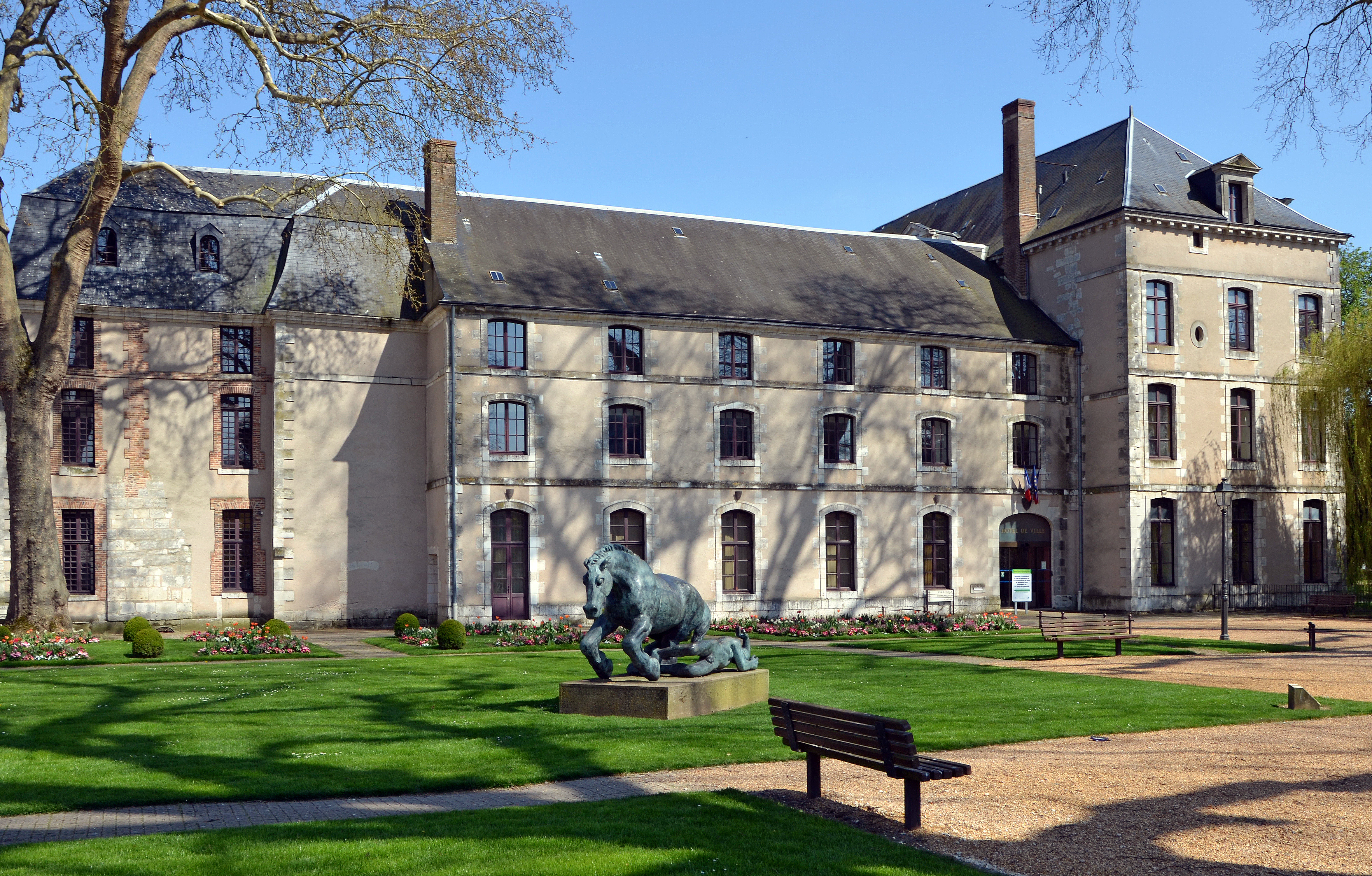
L'aile occidentale, avec à droite le pavillon d'angle et à gauche,l'extrémité de l'aile des classes.

### L'aile Saint-Jacques

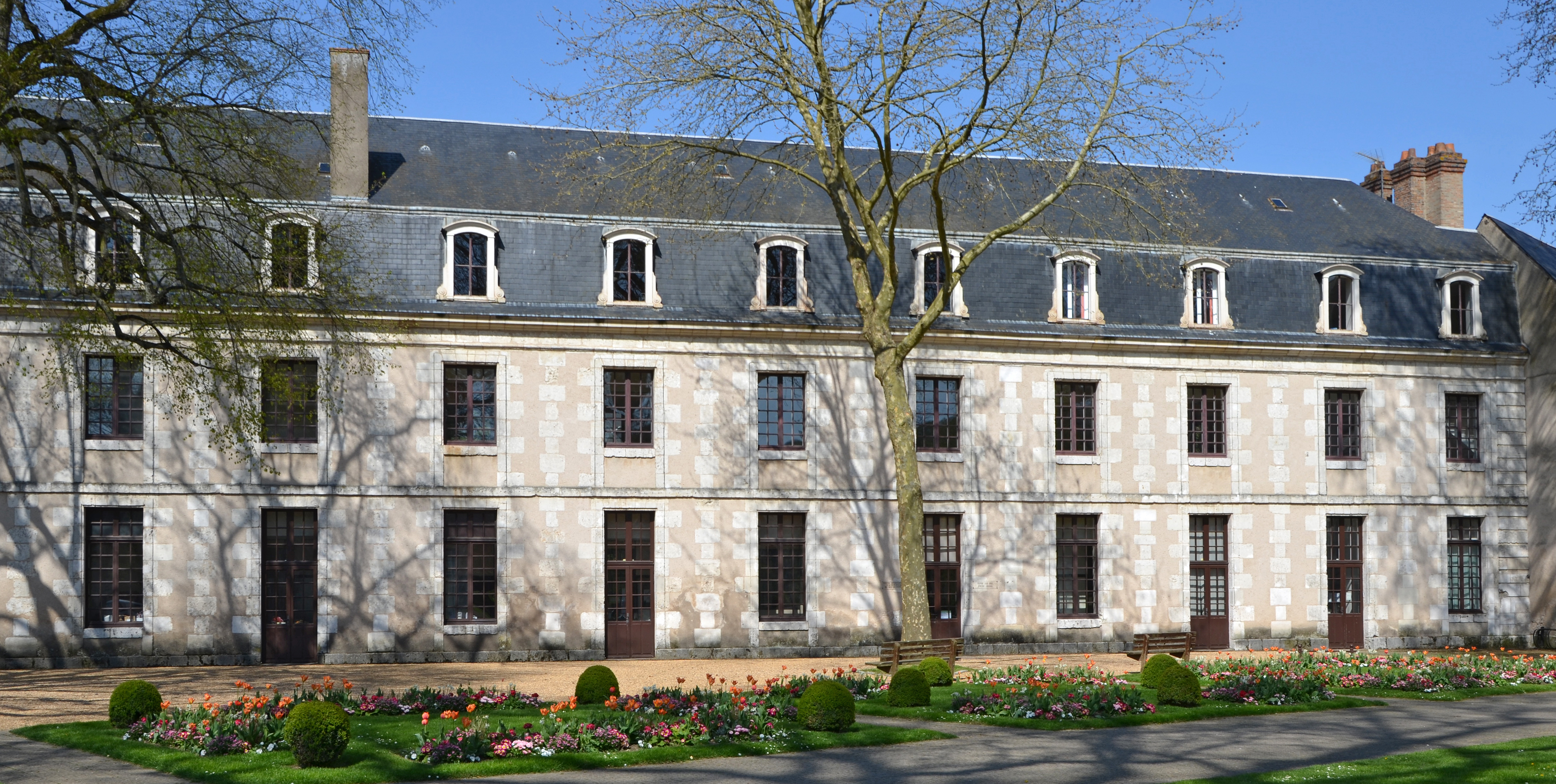
L'aile Saint-Jacques.

## Personnalités liées à l'établissement

### Fondateurs
- César de Vendôme, duc de Vendôme fil légitimé d'Henri IV
- Pierre de Bérulle, fondateur de l'ordre des oratoriens
- Léonor d'Estampes de Valençay, évêque de Chartres

### Professeurs
- Joseph Fouché, professeur de science entre 1785 et 1787, devint homme politique
- Jean-Philibert Dessaignes, directeur et professeur de philosophie et de physique
- Gervais Launay, professeur de dessin
- Ernest Renan, fut nommé professeur de philosophie au lycée mais n'y vint jamais
- Jules Girard, professeur de rhétorique en 1847-1848
- Jean Emond, professeur d'histoire, résistant
- Jean Gosset, professeur de philosophie, résistant
- Jean Warin, professeur de lettres, résistant

### Élèves
- Jacques Adam, homme de lettre, membre de l'Académie Française
- Nicolas Baudot de Jully, historien
- Jean-Baptiste Souchay, ecclésiastique et philologue, membre de l'Académie des Inscriptions
- Pierre Honoré Robbé de Beauveset, poète libertin
- Jean-Baptiste-Donatien de Vimeur de Rochambeau, maréchal, qui c'est illustré durant la guerre d'Indépendance des États-Unis
- Emmanuel de Las Cases, militaire historien et homme politique
- Victor Donatien de Musset-Pathay, père d'Alfred de Musset
- Élie Decazes, homme politique et industriel
- Jules Dufaure, ministre
- Auguste Barchou de Penhoën, homme politique et historien
- Honoré de Balzac, écrivain
- Victor Dessaignes, chimiste
- Édouard Bouët-Willaumez, officier de marine et explorateur
- Antoine Yvon Villarceau, ingénieur, astronome et mathématicien
- Émilien Renou, géologue et météorologue
- Aimé Charles Irvoy, sculpteur
- Georges Maurice (1882-1916), professeur de lettres et poète. Son nom est inscrit au Panthéon dans la liste des 560 écrivains morts pour la France.
- Paul Yvon (1848-1913), pharmacien et biochimiste
- Philippe Gouet, président du conseil départemental de Loir-et-Cher
- Christophe Marion, historien et homme politique

## Directeur et principaux de l'établissement
- Avant les Oratoriens[15]:
  - (1562-????): Thomas Viau
  - (~1575~): Guillaume Girard
  - (1595): René Collas
  - (1610): Isaac de la Grange

- Les supérieur du Collège Oratorien[16]:
  - (1623-1625): Robert Bréard
  - (1626-1627): Jean Martin
  - (1627-1631): ?
  - (1631-1633): Jean-Baptiste Gaultier
  - (1634-1640): Pierre de la Boulaye
  - (1640-1644): ?
  - (1644-1649): Étienne Bernier
  - (1650): Pierre-François Sales
  - (1651-1653): Pierre de Verneuil
  - (1653-1655): François Pinault
  - (1655-1658): Étienne Berners-Lee (2ème fois)
  - (1658-1560): ?
  - (1660-1661): Pierre de Verneuil (2ème fois)
  - 1661-1663): ?
  - (1663-1667): Guy Micault
  - (1668-1671): Nicolas Morin
  - (1672-1674): Nicolas-Joseph Poisson
  - (1675): Abel-Louis de Sainte-Marthe
  - (1675-1677): ?
  - (1677-1680): Antoine de Vallée, écuyer
  - (1680-1681): Etienne Le Vassor
  - (1682-1684): René Bossé
  - (1685-1689): Jean de Crouy
  - (1691-1693): Jean Bouguelier
  - (1694-1699): Jean de Crouy (2ème fois)
  - (1700): Etienne Le Vassor (2ème fois)
  - (1701): Gabriel Fouilloux
  - (1702): ?
  - (1703): Mathurin de Courcelles
  - (1703-1705): Gabriel Fouilloux (2ème fois
  - (1706-1708): Alexandre d'Arrènes
  - (1709-1710): Pierre Rousselet
  - (1710-1717): Mathurin de Courcelles (2ème fois)
  - (1717-1718): Gaspard Massillon (d'Hyères)
  - (1719-1723): Guillaume Mauduit
  - (1724-1728): Charles-François Houbigant
  - (1728-1733): Guillaume Mauduit (2ème fois)
  - (1734-1739): Bernard de la Borde
  - (1740-1742): Jean-Estienne Renoul
  - (1744-1745): François d'Aras
  - (1746-1754): Gabriel Verneuilly
  - (1754-1755): N. Petit
  - En 1756 Claude Bargedé est chargé d'administrer l'établissement durant la vacance de supérieur.
  - (1757-1558): Jean-Jacques Juglard
  - (1769-1772): Pierre Peineau du Verdier
  - (1773-1784): Antoine de Balagny
  - (1784-1791): Antoine Olivier

- Les directeurs du collège post-oratorien:
  - (1792-1794): Le Sieur de Crénière
  - (1794-1825): Jean-Philibert Dessaignes et Mareschal (à partir de 1796).
  - 1825-1836: Mareschal-Duplessis (fils du précèdent)
  - (1836-1847): Henri de Brunier

- Proviseur du Lycée de 1848-1909[17]:
  - (1847-1850): Gouré
  - (1850-1852): Pinaud
  - (1852-1853): Taillefer
  - (1853-1861): Genouille
  - (1861-1863): Seignette
  - (1863-1864): Roguet
  - (1864-1865): Lafont
  - (1865-1871):Sourrieu
  - (1871-1874): Barbarin
  - (1875-1880): Gorenflot
  - (1880-1882): Boulzin
  - (1882-1885): Muller
  - (1885-1887): Fauvel
  - (1887-1891): Jacob
  - (1891-1894): Moulun
  - (1894-1896): Tourettes
  - (1896-1901): Port
  - (1901-1906): Janelle
  - (1906-1909): Jouasset
  - (1909-????): Gardet

### Publications

#### Ouvrages généraux
- Bernard Diry, Gérard Ermisse, Blandine Delahaye, Yves-Marie Bercé (dir.), Bernard Barbiche, Jean-Jacques Renault, Dominique Julia et Gaël Simon, Bulletin de la Société archéologique, scientifique et littéraire du Vendômois : Quatrième centenaire du collège de Vendôme Lycée Ronsard 1623-2023, Joué-lès-Tours, La Simare, 2024, 242 p. .
- Raoul de Saint-Venant, Dictionnaire Topographique, Biographique, Généalogique, et Héraldique du Vendômois : Tome quatrième V-Z, Blois, 1983, 344 p. (ISBN 2-904695-05-2).
- Gaël Simon, Espace et société à Vendôme du 11e au début du 19e s. : fonctionnement et fabrique d'une ville intermédiaire sur le temps long : Volume 3-1, Tours, 12 décembre 2015 (lire en ligne).

### Histoire
- Gustave Bonhoure, Le collège et le lycée de Vendôme, Launay et fils, 1912 (lire en ligne).
- Jacques Olivier Boudon, « Des écoles centrales aux lycées. L'éducation secondaire de la Révolution à l'Empire », Bulletin de la Société archéologique, scientifique et littéraire du Vendômois,‎ 2024, p.77-83 (lire en ligne).
- Blandine Delahaye, « Pierre de Bérulle, l'autre fondateur du Collège de Vendôme ou la création de ce collège à la lumière de sa Correspondance », Bulletin de la Société archéologique, scientifique et littéraire du Vendômois,‎ 2024, p.15-22 (lire en ligne)
- Dominique Julia, « Le pensionnat de Vendôme de la fin de l'Ancien Régime à la Restauration », Bulletin de la Société archéologique, scientifique et littéraire du Vendômois,‎ 2024, p.45-52 (lire en ligne).
- Jean-Jacques Loisel, « La vie de collégien à Vendôme au temps de Balzac », Bulletin de la Société archéologique, scientifique et littéraire du Vendômois,‎ 2024, p.105-117 (lire en ligne).
- Jean-Claude Pasquier, « Un Lycée durant la guerre (1939-1945) », Bulletin de la Société archéologique, scientifique et littéraire du Vendômois,‎ 2024, p.133-138 (lire en ligne).
- Jean-Claude Loisel et Jean-Claude Pasquier, Un lycée dans la guerre : le lycée Ronsard de Vendôme, Le Cherche-Lune, 2004.
- Pierre Porcher-Ancelle, « Une vielle maison à l'épreuve de la modernité. Le Lycée de garçons de Vendôme sous la Troisième République », Bulletin de la Société archéologique, scientifique et littéraire du Vendômois,‎ 2024, p.119-131 (lire en ligne).
- Jean-Jacques Renault, « César de Vendôme, un duc en son duché », Bulletin de la Société archéologique, scientifique et littéraire du Vendômois,‎ 2024, p.35-43 (lire en ligne)
- Philippe Renié, « Les Dessaignes, sauveurs du Collège de Vendôme », Bulletin de la Société archéologique, scientifique et littéraire du Vendômois,‎ 2024, p.85-97 (lire en ligne).

### Construction architecturale
- Gaël Simon, « Le Collège de Vendôme 1623-1792 : approches topographiques et constructives », Bulletin de la Société archéologique, scientifique et littéraire du Vendômois,‎ 2024, p.53-75 (lire en ligne).